# Kouffen
Kouffen (ou Nkoufen) est un village du Cameroun situé dans le département du Noun et la Région de l'Ouest, sur la rive gauche du Noun. Il fait partie de l'arrondissement de Foumbot.

## Population
En 1967, la localité comptait 220 habitants, principalement Bamoun. Lors du recensement de 2005, on y a dénombré 895 personnes.

## Infrastructures
Kouffen dispose d'une école publique.